# رنگینک دم‌سیمی
رنگینک دم‌سیمی (نام علمی: Pipra filicauda) نام یک گونه از تیره رنگینک است.